# Абатство Бон Репо
Абатство Бон Репо (на френски: Abbaye de Bon-Repos, официално наименование „Abbaye Notre-Dame de Bon-Repos“) е историческо цистерцианско абатство в община Сен Желван, регион Бретан, департамент Кот д’Армор, Западна Франция.

## История
Абатството е основано през 1184 г. като цистерциански манастир от виконт Ален ІІІ Руан. До ХVІ век абатството процъфтява. По време на Френската революция, през 1789 г. монасите са прогонени, но абатските сгради са запазени. През 1795 г. обаче манастирът е частично изгорен от бунтовни бретански роялисти. През 1932 г. за известно време абатството е превърнато в приют за затворници – строители на канала от Нант до Брест, след което постепенно е обхванато от пълна разруха.
Абатството е регистрирано като исторически паметник на 5 януари 1940 г. През 1986 г. сдружението Compagnons de l'abbaye de Bon-Repos започва процес на частична реставрация, в резултат на което една част от манастира е възстановена и отворена за посещения. Всяко лято от 1987 г. насам абатството става сцена на спектакли от звук и светлина.
Днес абатството е частна собственост, но е предоставено за ползване срещу символичен наем на сдружението Compagnons de l'abbaye de Bon-Repos.